# Kompolt
Kompolt è un comune dell'Ungheria di 2.206 abitanti (dati 2001). È situato nella contea di Heves.